# Віго-ді-Фасса
Віго-ді-Фасса, Віґо-ді-Фасса (італ. Vigo di Fassa) — муніципалітет в Італії, у регіоні Трентіно-Альто-Адідже,  провінція Тренто.
Віго-ді-Фасса розташоване на відстані близько 510 км на північ від Рима, 60 км на північний схід від Тренто.

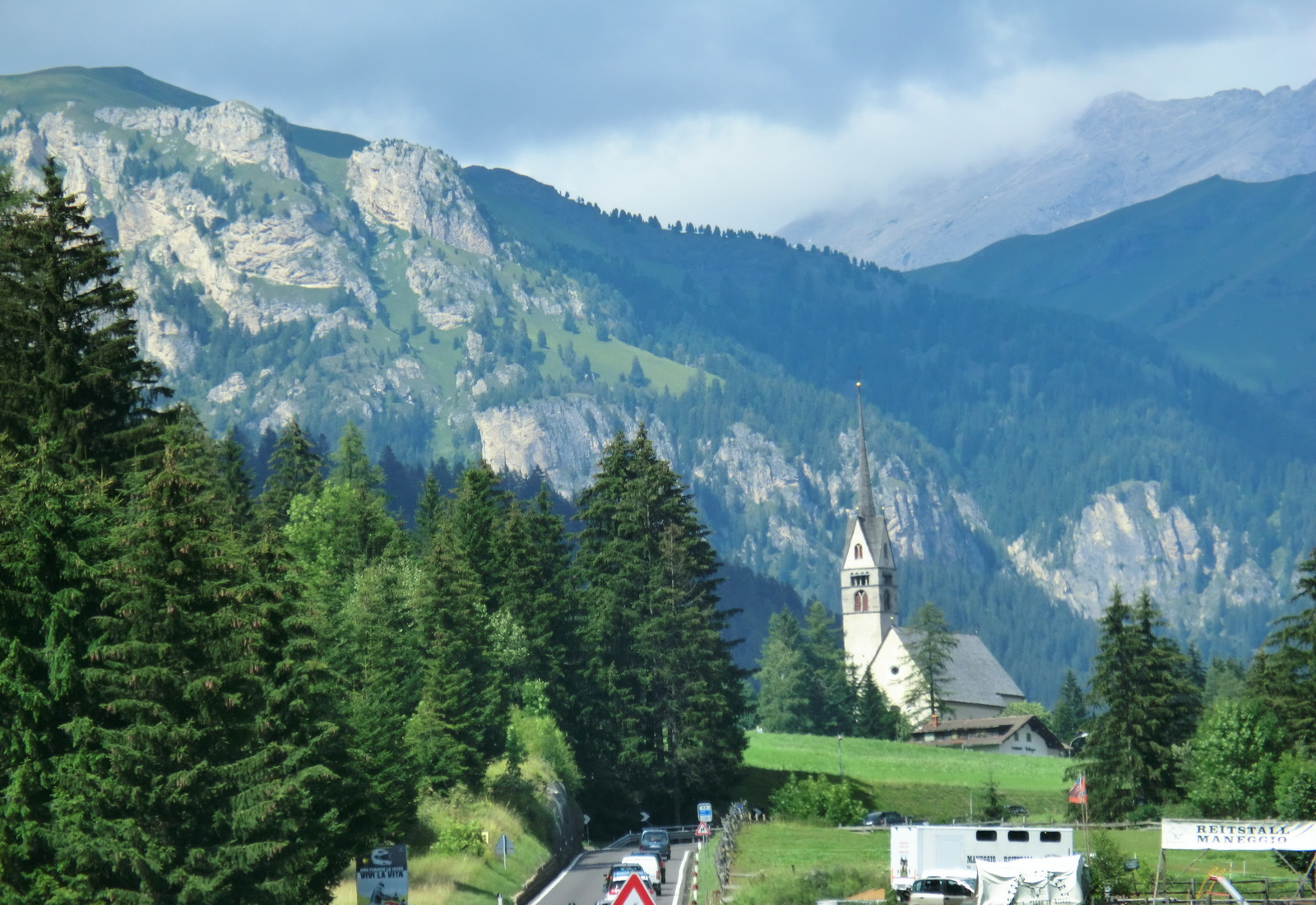

Населення — 1245 осіб (2014).

## Демографія
Населення за роками:

Станом на 31 грудня 2014 року в муніципалітеті офіційно проживали 104 іноземці з 15 країн, серед них 58 громадян країн Євросоюзу та 3 громадяни України.

## Сусідні муніципалітети
- Моена
- Нова-Леванте
- Поцца-ді-Фасса
- Сорага